# CR135 (Luxemburg)
De CR135 (Chemin Repris 135) is een verkeersroute in Luxemburg tussen Wecker (CR134) en Moersdorf (N10). De route heeft een lengte van ongeveer 14 kilometer.

## Routeverloop
De route begint in Wecker in aansluiting met de CR134 op 214 meter boven zeeniveau en gaat richting het noorden naar Berbourg. Voor Berbourg komt de route uit op een hoogte van ongeveer 317 meter boven zeeniveau. In Berbourg ligt de route op 270 meter boven zeeniveau. Vanaf Berbourg gaat de CR135 naar het noordoosten licht heuvel op om vervolgens weer wat te dalen richting Herborn. Vanaf Herborn gaat de route naar het oosten toe naar Mompach. Hierbij bevat de route wat steilere stijgingen en dalingen. Met 356 meter boven zeeniveau wordt tevens het hoogste punt van de route bereikt.
Na Mompach gaat de route globaal verder richting het oosten naar Moersdorf. In dit gedeelte daalt de route naar 147 meter boven zeeniveau in Moersdorf. Tussen Wecker en Givenich gaat de route grotendeels door open velden heen. Tussen Givenich en Moersdorf gaat de route meer door bosachtig-gebied heen.

## Plaatsen langs de CR135
- Wecker
- Berbourg
- Herborn
- Mompach
- Givenich
- Moersdorf

## CR135a
De CR135a is een verbindingsweg in Berbourg. De ongeveer 100 meter lange route vormt de doorgaande route van de CR135 in Berbourg en verbindt de CR135 met de CR137.
CR101 ·
CR102 ·
CR103 ·
CR104 ·
CR105 ·
CR106 ·
CR107 ·
CR108 ·
CR109 ·
CR110 ·
CR111 ·
CR112 ·
CR113 ·
CR114 ·
CR115 ·
CR116 ·
CR117 ·
CR118 ·
CR119 ·
CR120 ·
CR121 ·
CR122 ·
CR123 ·
CR124 ·
CR125 ·
CR126 ·
CR127 ·
CR128 ·
CR129 ·
CR130 ·
CR131 ·
CR132 ·
CR133 ·
CR134 ·
CR135 ·
CR136 ·
CR137 ·
CR138 ·
CR139 ·
CR140 ·
CR141 ·
CR142 ·
CR143 ·
CR144 ·
CR145 ·
CR146 ·
CR147 ·
CR148 ·
CR149 ·
CR150 ·
CR151 ·
CR152 ·
CR153 ·
CR154 ·
CR155 ·
CR156 ·
CR157 ·
CR158 ·
CR159 ·
CR160 ·
CR161 ·
CR162 ·
CR163 ·
CR164 ·
CR165 ·
CR166 ·
CR167 ·
CR168 ·
CR169 ·
CR170 ·
CR171 ·
CR172 ·
CR173 ·
CR174 ·
CR175 ·
CR176 ·
CR177 ·
CR178 ·
CR179 ·
CR180 ·
CR181 ·
CR182 ·
CR183 ·
CR184 ·
CR185 ·
CR186 ·
CR187 ·
CR188 ·
CR189 ·
CR190
CR200 ·
CR201 ·
CR202 ·
CR203 ·
CR204 ·
CR205 ·
CR206 ·
CR207 ·
CR208 ·
CR210 ·
CR211 ·
CR212 ·
CR213 ·
CR215 ·
CR216 ·
CR217 ·
CR218 ·
CR219 ·
CR220 ·
CR221 ·
CR222 ·
CR223 ·
CR224 ·
CR225 ·
CR226 ·
CR227 ·
CR228 ·
CR229 ·
CR230 ·
CR231 ·
CR232 ·
CR233 ·
CR234
CR301 ·
CR302 ·
CR303 ·
CR304 ·
CR305 ·
CR306 ·
CR307 ·
CR308 ·
CR309 ·
CR310 ·
CR311 ·
CR312 ·
CR313 ·
CR314 ·
CR315 ·
CR316 ·
CR317 ·
CR318 ·
CR319 ·
CR320 ·
CR321 ·
CR322 ·
CR323 ·
CR324 ·
CR325 ·
CR326 ·
CR327 ·
CR328 ·
CR329 ·
CR330 ·
CR331 ·
CR332 ·
CR333 ·
CR334 ·
CR335 ·
CR336 ·
CR337 ·
CR338 ·
CR339 ·
CR340 ·
CR341 ·
CR342 ·
CR343 ·
CR344 ·
CR345 ·
CR346 ·
CR347 ·
CR348 ·
CR349 ·
CR350 ·
CR351 ·
CR352 ·
CR353 ·
CR354 ·
CR355 ·
CR356 ·
CR357 ·
CR358 ·
CR359 ·
CR360 ·
CR361 ·
CR362 ·
CR364 ·
CR365 ·
CR366 ·
CR367 ·
CR368 ·
CR369 ·
CR370 ·
CR371 ·
CR372 ·
CR373 ·
CR374 ·
CR375 ·
CR376 ·
CR377 ·
CR378 ·
CR379
Routes die cursief vermeld staan, zijn voormalige routes.